# The Journey (H.E.R.-Lied)
The Journey ist ein von Diane Warren geschriebener Song aus dem Film The Six Triple Eight (2024). Der Song erschien am 18. Mai 2023. Interpretin ist die R&B-Sängerin H.E.R.

## Hintergrund
Der Song wurde von Diane Warren für das Kriegsdrama Six Triple Eight von Tyler Perry geschrieben. Warren schrieb den Song noch bevor sie den fertigen Film sehen konnte alleine auf Grundlage der historischen Begebenheit. Es handelt sich um eine R&B-Ballade. Tatsächlich kannte Warren H.E.R. schon seit mehreren Jahren, als diese noch eine Teenagerin war. Jedoch markiert The Journey die erste Zusammenarbeit zwischen den beiden. Nachdem Warren den Song geschrieben hatte, stellte sie ihn H.E.R. vor. Innerhalb von vier Stunden war der Song fertig eingespielt. Der Gesang wurde im Studio in einem Take aufgenommen, was für H.E.R. eine Herausforderung war. Sie produzierte den Track im Anschluss selbst zu Ende.
Im Film selbst ist der Song in einer Schlüsselszene des Films zu hören. In dieser Szene werden echte Filmaufnahmen des 6888th Central Postal Directory Battalion zusammengeschnitten mit aktuellen Interviews der überlebenden Frauen.
Der Song wurde außerdem für die Übertragung des NBA-Playoffs 2023 vom Sender ESPN genutzt.

## Musikvideo
Am 26. November 2024 erschien das offizielle Musikvideo, das eine Liveperformance von H.E.R. mit Ausschnitten aus dem Film kombinierte.

## Auszeichnungen
Diane Warren wurde bei der Oscarverleihung 2025 für The Journey in der Kategorie Bester Filmsong nominiert. Die Komponistin wurde bereits 15 mal für den Oscar nominiert, konnte aber bisher keine Auszeichnung erhalten. Interpretin H.E.R. dagegen gewann einen Oscar für den Song Fight for You aus dem Film Judas and the Black Messiah, ist dieses Mal aber nicht nominiert, da sie den Song nur interpretiert hat und der Oscar nur an die Komponisten des jeweiligen Songs geht. Im Rahmen der Society of Composers & Lyricists Awards 2025 wurde The Journey als Bester Song – Dramatic or Documentary Visual Media Production ausgezeichnet.